# Docteur Faustroll
Le Docteur Faustroll, né en Circassie en 1898 à l'âge de 63 ans et mort la même année, est un personnage de fiction, un savant décrit dans les Gestes et opinions du docteur Faustroll, pataphysicien d'Alfred Jarry. Il est, depuis 1947, curateur inamovible du Collège de ’Pataphysique.

## Biographie
Savant et lettré, comme en témoigne sa bibliothèque, Faustroll, soudainement expulsé de son domicile par un huissier, entame en 1898, accompagné par son singe, Bosse-de-Nage, et l'huissier précité, René-Isidore Panmuphle, un voyage « de Paris à Paris par mer », qui le conduit à la mort, près de la Grande Nef Mour-de-Zencle. Projeté dans l'« éthernité », il communique par lettre télépathique à Lord Kelvin de nombreuses règles concernant le temps, le soleil, l'espace, puis traduit et explique Ibicrate le géomètre. Enfin, il calcule la surface de Dieu, et en conclut que « La Pataphysique est la science... ».

## Description physique
Alfred Jarry donne quelques indications sur le physique du Docteur Faustroll. Parmi celles-ci l'expression exacte sa taille, qualifiée de « moyenne », soit « (8 × 1010 + 109 + 4 × 108 + 5 × 106) diamètres d'atomes ». Or en prenant comme estimation du diamètre d'atome 1,5 × 10-8 centimètres, donnée par Jarry lui-même en 1899, soit un an après l'achèvement de Faustroll, on obtient une taille pour le Docteur Faustroll de 12 mètres, 21 centimètres et trois quarts de millimètre. Son lit ne mesure que 12 mètres.